# Liga Profesional de Baloncesto de Venezuela 2015-16
La temporada 2015-16 (conocida como Copa 75 años de Empresas Polar) de la Liga Profesional de Baloncesto de Venezuela (LPB) fue la 43.ª temporada de la liga venezolana de baloncesto.
Será la primera vez en la historia de la liga que no se jugará la temporada en un mismo año, ya que la liga prevé comenzar el 18 de diciembre de 2015 y se extenderá a más tardar hasta mediados de mayo de 2016.
Además, se utilizará el formato de tres importados en cancha.

## Formato
Los diez conjuntos se dividen en dos conferencias: Oriental y Occidental.
En la ronda regular se disputarán 36 encuentros (18 en casa y 18 de visitante). Cada equipo chocará cuatro veces contra sus otros nueve rivales.
A la postemporada clasificarán los cuatro mejores de cada conferencia y se enfrentarán de la siguiente manera: El primero contra el cuarto de la división y el segundo contra el tercero. Los ganadores de cada llave jugarán la final de conferencia. Luego, los campeones de cada uno de los grupos disputarán la final de la LPB.
Todas las series de playoffs premiarán al ganador de cuatro juegos en un máximo de siete compromisos.
and Duli

## Equipos participantes
| Equipo                   | Presidente           | Entrenador       | Ciudad         | Pabellón                              | Aforo  |
| ------------------------ | -------------------- | ---------------- | -------------- | ------------------------------------- | ------ |
| Bucaneros de La Guaira   | Gregory John         | Luis Guil        | La Guaira      | Domo José María Vargas                | 7 000  |
| Cocodrilos de Caracas    | Philip Valentiner    | Nestor Salazar   | Caracas        | Gimnasio José Beracasa                | 6 100  |
| Gaiteros del Zulia       | Paúl Romero Ferrer   | Jorge Arrieta    | Maracaibo      | Gimnasio Pedro Elías Belisario Aponte | 4 500  |
| Gigantes de Guayana      | Freddy Díaz          | Curro Segura     | Guayana        | Gimnasio Hermanas González            | 3 000  |
| Guaiqueríes de Margarita | Sergio Silvio        | Gustavo Aranzana | La Asunción    | Gimnasio Ciudad de La Asunción        | 10 000 |
| Guaros de Lara           | Jorge Hernández      | Néstor García    | Barquisimeto   | Domo Bolivariano                      | 10 000 |
| Marinos de Anzoátegui    | Tony Armas           | Ricardo Maffei   | Puerto La Cruz | Gimnasio Luis Ramos                   | 5 500  |
| Panteras de Miranda      | Bob Abreu            | Lluís Pino       | Caracas        | Gimnasio José Joaquín Papá Carrillo   | 3 500  |
| Toros de Aragua          | Tulio Capriles       | Ivan García      | Maracay        | Gimnasio Rafael Romero Bolívar        | 4 200  |
| Trotamundos de Carabobo  | Germán Blanco Romero | Jesús Cordoves   | Valencia       | Forum de Valencia                     | 10 000 |

## Detalles de la competición liguera

### Clasificación de la liga regular

#### Conferencia Occidental
| Pos | Equipo                  | J  | G  | P  | P.F. | P.C. | +/-  | JD   | Clasificación                                     |
| --- | ----------------------- | -- | -- | -- | ---- | ---- | ---- | ---- | ------------------------------------------------- |
| 1   | Guaros de Lara          | 36 | 23 | 13 | 3093 | 2961 | +132 | -    | Clasificados para las Semifinales de Conferencia. |
| 2   | Cocodrilos de Caracas   | 36 | 21 | 15 | 3076 | 3020 | +56  | 2.0  | Clasificados para las Semifinales de Conferencia. |
| 3   | Trotamundos de Carabobo | 36 | 19 | 17 | 3057 | 3027 | +30  | 4.0  | Clasificados para las Semifinales de Conferencia. |
| 4   | Toros de Aragua         | 36 | 15 | 21 | 3066 | 3145 | -79  | 8.0  | Clasificados para las Semifinales de Conferencia. |
| 5   | Gaiteros del Zulia      | 36 | 12 | 24 | 2909 | 3083 | -174 | 11.0 |                                                   |

#### Conferencia Oriental
| Pos | Equipo                   | J  | G  | P  | P.F. | P.C. | +/-  | JD  | Clasificación                                     |
| --- | ------------------------ | -- | -- | -- | ---- | ---- | ---- | --- | ------------------------------------------------- |
| 1   | Marinos de Anzoátegui    | 36 | 21 | 15 | 2921 | 2833 | +88  | -   | Clasificados para las Semifinales de Conferencia. |
| 2   | Bucaneros de La Guaira   | 36 | 21 | 15 | 2998 | 2894 | +104 | 2.0 | Clasificados para las Semifinales de Conferencia. |
| 3   | Guaiqueríes de Margarita | 36 | 17 | 19 | 2948 | 2976 | -28  | 5.0 | Clasificados para las Semifinales de Conferencia. |
| 4   | Gigantes de Guayana      | 36 | 16 | 20 | 2946 | 3029 | -83  | 6.0 | Clasificados para las Semifinales de Conferencia. |
| 5   | Panteras de Miranda      | 36 | 15 | 21 | 2972 | 3018 | -46  | 7.0 |                                                   |

### Partidos
| 1  | Marinos de Anzoátegui   | 94 - 62     | Gaiteros del Zulia       | Luis Ramos                   | 18 de diciembre | 19:30 | DirecTV      |
| 2  | Guaros de Lara          | 77 - 73     | Panteras de Miranda      | Domo Bolivariano             | 18 de diciembre | 19:30 | --           |
| 3  | Cocodrilos de Caracas   | 78 - 69     | Gigantes de Guayana      | José Beracasa                | 18 de diciembre | 19:30 | TVES         |
| 4  | Bucaneros de La Guaira  | 77 - 58     | Trotamundos de Carabobo  | Domo José María Vargas       | 18 de diciembre | 19:30 | --           |
| 5  | Cocodrilos de Caracas   | 78 - 80     | Gigantes de Guayana      | José Beracasa                | 19 de diciembre | 18:00 | TVES         |
| 6  | Marinos de Anzoátegui   | 88 - 78     | Gaiteros del Zulia       | Luis Ramos                   | 19 de diciembre | 19:00 | DirecTV      |
| 7  | Guaros de Lara          | 60 - 72     | Panteras de Miranda      | Domo Bolivariano             | 19 de diciembre | 19:00 | --           |
| 8  | Bucaneros de La Guaira  | 77 - 71 T.E | Trotamundos de Carabobo  | Domo José María Vargas       | 19 de diciembre | 19:00 | --           |
| 9  | Panteras de Miranda     | 61 - 63     | Marinos de Anzoátegui    | José Joaquín Papá Carrillo   | 27 de diciembre | 13:00 | --           |
| 10 | Trotamundos de Carabobo | 58 - 71     | Guaiqueríes de Margarita | Forum de Valencia            | 27 de diciembre | 17:00 | DirecTV/TVES |
| 11 | Gigantes de Guayana     | 64 - 70     | Guaros de Lara           | Hermanas González            | 27 de diciembre | 17:00 | --           |
| 12 | Toros de Aragua         | 87 - 95     | Cocodrilos de Caracas    | Rafael Romero Bolívar        | 27 de diciembre | 18:00 | --           |
| 13 | Gaiteros del Zulia      | 94 - 84     | Bucaneros de La Guaira   | Pedro Elías Belisario Aponte | 27 de diciembre | 19:00 | --           |
| 14 | Trotamundos de Carabobo | 74 - 68     | Guaiqueríes de Margarita | Forum de Valencia            | 28 de diciembre | 17:00 | --           |
| 15 | Toros de Aragua         | 80 - 88     | Cocodrilos de Caracas    | Rafael Romero Bolívar        | 28 de diciembre | 19:30 | --           |
| 16 | Panteras de Miranda     | 67 - 77     | Marinos de Anzoátegui    | José Joaquín Papá Carrillo   | 28 de diciembre | 19:30 | DirecTV      |
| 17 | Gigantes de Guayana     | 73 - 81     | Guaros de Lara           | Hermanas González            | 28 de diciembre | 19:30 | --           |
| 18 | Gaiteros del Zulia      | 76 - 78     | Bucaneros de La Guaira   | Pedro Elías Belisario Aponte | 28 de diciembre | 20:00 | --           |

| 19 | Trotamundos de Carabobo  | 87 - 88 | Cocodrilos de Caracas  | Forum de Valencia          | 6 de enero | 18:00 | DirecTV |
| 20 | Panteras de Miranda      | 84 - 74 | Gaiteros del Zulia     | José Joaquín Papá Carrillo | 6 de enero | 19:30 | --      |
| 21 | Guaros de Lara           | 90 - 87 | Toros de Aragua        | Domo Bolivariano           | 6 de enero | 19:30 | --      |
| 22 | Marinos de Anzoátegui    | 91 - 62 | Gigantes de Guayana    | Luis Ramos                 | 6 de enero | 19:30 | --      |
| 23 | Guaiqueríes de Margarita | 72 - 69 | Bucaneros de La Guaira | Ciudad de La Asunción      | 6 de enero | 20:00 | --      |
| 24 | Trotamundos de Carabobo  | 80 - 87 | Cocodrilos de Caracas  | Forum de Valencia          | 7 de enero | 18:00 | --      |
| 25 | Panteras de Miranda      | 83 - 75 | Gaiteros del Zulia     | José Joaquín Papá Carrillo | 7 de enero | 19:30 | DirecTV |
| 26 | Guaros de Lara           | 78 - 74 | Toros de Aragua        | Domo Bolivariano           | 7 de enero | 19:30 | --      |
| 27 | Marinos de Anzoátegui    | 80 - 69 | Gigantes de Guayana    | Luis Ramos                 | 7 de enero | 19:30 | --      |
| 28 | Guaiqueríes de Margarita | 69 - 83 | Bucaneros de La Guaira | Ciudad de La Asunción      | 7 de enero | 20:00 | --      |

| 29 | Bucaneros de La Guaira   | 74 - 66   | Cocodrilos de Caracas    | Domo José María Vargas     | 11 de enero | 19:30 | DirecTV |
| 30 | Trotamundos de Carabobo  | 95 - 88   | Guaros de Lara           | Forum de Valencia          | 11 de enero | 19:30 | --      |
| 31 | Guaiqueríes de Margarita | 77 - 85   | Gaiteros del Zulia       | Ciudad de La Asunción      | 11 de enero | 20:00 | --      |
| 32 | Cocodrilos de Caracas    | 68 - 74   | Bucaneros de La Guaira   | José Beracasa              | 12 de enero | 19:30 | DirecTV |
| 33 | Trotamundos de Carabobo  | 92 - 91   | Guaros de Lara           | Forum de Valencia          | 12 de enero | 19:30 | --      |
| 34 | Toros de Aragua          | 88 - 84   | Marinos de Anzoátegui    | Rafael Romero Bolívar      | 12 de enero | 19:30 | --      |
| 35 | Gigantes de Guayana      | 77 - 87   | Panteras de Miranda      | Hermanas González          | 12 de enero | 19:30 | --      |
| 36 | Guaiqueríes de Margarita | 82 - 64   | Gaiteros del Zulia       | Ciudad de La Asunción      | 12 de enero | 20:00 | --      |
| 37 | Toros de Aragua          | 105 - 100 | Marinos de Anzoátegui    | Rafael Romero Bolívar      | 13 de enero | 19:30 | --      |
| 38 | Gigantes de Guayana      | 80 - 79   | Panteras de Miranda      | Hermanas González          | 13 de enero | 19:30 | --      |
| 39 | Panteras de Miranda      | 78 - 73   | Toros de Aragua          | José Joaquín Papá Carrillo | 17 de enero | 13:00 | --      |
| 40 | Marinos de Anzoátegui    | 100 - 76  | Trotamundos de Carabobo  | Luis Ramos                 | 17 de enero | 13:00 | --      |
| 41 | Cocodrilos de Caracas    | 82 - 80   | Guaiqueríes de Margarita | José Beracasa              | 17 de enero | 18:00 | TVES    |

| 42 | Panteras de Miranda      | 98 - 84     | Toros de Aragua          | José Joaquín Papá Carrillo   | 18 de enero | 19:30 | --      |
| 43 | Cocodrilos de Caracas    | 82 - 73     | Guaiqueríes de Margarita | José Beracasa                | 18 de enero | 19:30 | TVES    |
| 44 | Guaros de Lara           | 85 - 73     | Bucaneros de La Guaira   | Domo Bolivariano             | 18 de enero | 19:30 | --      |
| 45 | Marinos de Anzoátegui    | 80 - 72     | Trotamundos de Carabobo  | Luis Ramos                   | 18 de enero | 19:30 | --      |
| 46 | Guaros de Lara           | 91 - 82     | Bucaneros de La Guaira   | Domo Bolivariano             | 19 de enero | 19:30 | DirecTV |
| 47 | Gaiteros del Zulia       | 80 - 78     | Gigantes de Guayana      | Pedro Elías Belisario Aponte | 19 de enero | 20:00 | --      |
| 48 | Gaiteros del Zulia       | 76 - 72     | Gigantes de Guayana      | Pedro Elías Belisario Aponte | 20 de enero | 20:00 | --      |
| 49 | Toros de Aragua          | 86 - 84     | Gigantes de Guayana      | Rafael Romero Bolívar        | 23 de enero | 18:00 | --      |
| 50 | Trotamundos de Carabobo  | 81 - 77     | Panteras de Miranda      | Forum de Valencia            | 23 de enero | 18:00 | --      |
| 51 | Bucaneros de La Guaira   | 84 - 82     | Marinos de Anzoátegui    | Domo José María Vargas       | 23 de enero | 18:00 | --      |
| 52 | Trotamundos de Carabobo  | 89 - 81     | Panteras de Miranda      | Forum de Valencia            | 24 de enero | 17:00 | --      |
| 53 | Cocodrilos de Caracas    | 84 - 86 T.E | Gaiteros del Zulia       | José Beracasa                | 24 de enero | 18:00 | TVES    |
| 54 | Toros de Aragua          | 76 - 92     | Gigantes de Guayana      | Rafael Romero Bolívar        | 24 de enero | 18:00 | --      |
| 55 | Guaiqueries de Margarita | 86 - 73     | Guaros de Lara           | Ciudad de La Asunción        | 24 de enero | 19:00 | --      |

| 56 | Cocodrilos de Caracas    | 99 - 65 | Gaiteros del Zulia       | José Beracasa                | 25 de enero | 19:30 | DirecTV                 |
| 57 | Guaiqueries de Margarita | 59 - 70 | Guaros de Lara           | Ciudad de La Asunción        | 25 de enero | 20:00 | --                      |
| 58 | Panteras de Miranda      | 90 - 98 | Bucaneros de La Guaira   | José Joaquín Papá Carrillo   | 28 de enero | 19:30 | --                      |
| 59 | Bucaneros de La Guaira   | 71 - 70 | Panteras de Miranda      | Domo José María Vargas       | 29 de enero | 19:30 | TVES                    |
| 60 | Gigantes de Guayana      | 88 - 96 | Trotamundos de Carabobo  | Hermanas González            | 29 de enero | 19:30 | Meridiano TV/TeleAragua |
| 61 | Marinos de Anzoátegui    | 83 - 71 | Guaiqueríes de Margarita | Luis Ramos                   | 30 de enero | 19:00 | DirecTV                 |
| 62 | Guaros de Lara           | 84 - 91 | Cocodrilos de Caracas    | Domo Bolivariano             | 30 de enero | 19:00 | --                      |
| 63 | Gigantes de Guayana      | 72 - 75 | Trotamundos de Carabobo  | Hermanas González            | 30 de enero | 19:30 | Meridiano TV/TeleAragua |
| 64 | Gaiteros del Zulia       | 81 - 69 | Toros de Aragua          | Pedro Elías Belisario Aponte | 30 de enero | 19:30 | --                      |
| 65 | Marinos de Anzoátegui    | 77 - 84 | Guaiqueríes de Margarita | Luis Ramos                   | 31 de enero | 13:00 | --                      |
| 66 | Guaros de Lara           | 99 - 81 | Cocodrilos de Caracas    | Domo Bolivariano             | 31 de enero | 19:00 | --                      |
| 67 | Gaiteros del Zulia       | 67 - 68 | Toros de Aragua          | Pedro Elías Belisario Aponte | 31 de enero | 19:30 | --                      |

| 68 | Trotamundos de Carabobo  | 99 - 91 | Toros de Aragua       | Forum de Valencia      | 3 de febrero | 19:30 | --      |
| 69 | Cocodrilos de Caracas    | 88 - 94 | Marinos de Anzoátegui | José Beracasa          | 3 de febrero | 19:30 | DirecTV |
| 70 | Guaiqueríes de Margarita | 90 - 76 | Panteras de Miranda   | Ciudad de La Asunción  | 3 de febrero | 20:00 | --      |
| 71 | Trotamundos de Carabobo  | 85 - 75 | Toros de Aragua       | Forum de Valencia      | 4 de febrero | 19:30 | --      |
| 72 | Cocodrilos de Caracas    | 86 - 71 | Marinos de Anzoátegui | José Beracasa          | 4 de febrero | 19:30 | --      |
| 73 | Guaiqueríes de Margarita | 94 - 90 | Panteras de Miranda   | Ciudad de La Asunción  | 4 de febrero | 20:00 | --      |
| 74 | Bucaneros de La Guaira   | 73 - 61 | Gigantes de Guayana   | Domo José María Vargas | 7 de febrero | 18:00 | --      |

| 74 | Bucaneros de La Guaira | 77 - 73 | Gigantes de Guayana      | Domo José María Vargas     | 8 de febrero  | 19:30 | -- |
| 81 | Toros de Aragua        | 89 - 88 | Bucaneros de La Guaira   | Rafael Romero Bolívar      | 11 de febrero | 19:30 | -- |
| 83 | Gigantes de Guayana    | 86 - 76 | Guaiqueríes de Margarita | Hermanas González          | 11 de febrero | 19:30 | -- |
| 84 | Toros de Aragua        | 96 - 97 | Bucaneros de La Guaira   | Rafael Romero Bolívar      | 12 de febrero | 19:30 | -- |
| 86 | Gigantes de Guayana    | 82 - 72 | Guaiqueríes de Margarita | Hermanas González          | 12 de febrero | 19:30 | -- |
| 87 | Panteras de Miranda    | 79 - 74 | Cocodrilos de Caracas    | José Joaquín Papá Carrillo | 12 de febrero | 19:30 | -- |
| 89 | Cocodrilos de Caracas  | 87 - 83 | Panteras de Miranda      | José Beracasa              | 13 de febrero | 18:00 | -- |
| 88 | Marinos de Anzoátegui  | 82 - 75 | Guaros de Lara           | Rafael Romero Bolívar      | 13 de febrero | 19:00 | -- |
| 90 | Marinos de Anzoátegui  | 91 - 83 | Guaros de Lara           | Rafael Romero Bolívar      | 14 de febrero | 13:00 | -- |

| 91  | Trotamundos de Carabobo | 75 - 81  | Bucaneros de La Guaira   | Forum de Valencia            | 15 de febrero | 19:30 | -- |
| 92  | Trotamundos de Carabobo | 63 - 69  | Bucaneros de La Guaira   | Forum de Valencia            | 16 de febrero | 19:30 | -- |
| 93  | Toros de Aragua         | 88 - 100 | Guaiqueríes de Margarita | Rafael Romero Bolívar        | 17 de febrero | 19:30 | -- |
| 94  | Toros de Aragua         | 107 - 98 | Guaiqueríes de Margarita | Rafael Romero Bolívar        | 18 de febrero | 19:30 | -- |
| 95  | Gigantes de Guayana     | 80 - 76  | Cocodrilos de Caracas    | Hermanas González            | 18 de febrero | 19:30 | -- |
| 96  | Gigantes de Guayana     | 76 - 81  | Cocodrilos de Caracas    | Hermanas González            | 19 de febrero | 19:30 | -- |
| 97  | Panteras de Miranda     | 78 - 86  | Guaros de Lara           | José Joaquín Papá Carrillo   | 19 de febrero | 19:30 | -- |
| 98  | Gaiteros del Zulia      | 73 - 74  | Marinos de Anzoátegui    | Pedro Elías Belisario Aponte | 19 de febrero | 20:00 | -- |
| 99  | Panteras de Miranda     | 70 - 73  | Guaros de Lara           | José Joaquín Papá Carrillo   | 20 de febrero | 18:00 | -- |
| 100 | Gaiteros del Zulia      | 69 - 61  | Marinos de Anzoátegui    | Pedro Elías Belisario Aponte | 20 de febrero | 19:30 | -- |

| 101 | Bucaneros de La Guaira   | 87 - 66     | Gaiteros del Zulia      | Domo José María Vargas | 24 de febrero | 19:30 | -- |
| 102 | Cocodrilos de Caracas    | 88 - 84     | Toros de Aragua         | José Beracasa          | 24 de febrero | 19:30 | -- |
| 103 | Marinos de Anzoátegui    | 90 - 86 T.E | Panteras de Miranda     | Luis Ramos             | 24 de febrero | 19:30 | -- |
| 104 | Guaiqueries de Margarita | 98 - 93     | Trotamundos de Carabobo | Ciudad de La Asunción  | 24 de febrero | 20:00 | -- |
| 105 | Bucaneros de La Guaira   | 74 - 75     | Gaiteros del Zulia      | Domo José María Vargas | 25 de febrero | 19:30 | -- |
| 106 | Cocodrilos de Caracas    | 88 - 84     | Toros de Aragua         | José Beracasa          | 25 de febrero | 19:30 | -- |
| 107 | Marinos de Anzoátegui    | 99 - 68     | Panteras de Miranda     | Luis Ramos             | 25 de febrero | 19:30 | -- |
| 108 | Guaiqueries de Margarita | 81 - 76     | Trotamundos de Carabobo | Ciudad de La Asunción  | 25 de febrero | 19:52 | -- |

| 107 | Marinos de Anzoátegui  | 85 - 74      | Bucaneros de La Guaira   | Luis Ramos                   | 29 de febrero | 19:30 | -- |
| 94  | Toros de Aragua        | 88 - 84      | Guaros de Lara           | Rafael Romero Bolívar        | 1 de marzo    | 19:30 | -- |
| 105 | Bucaneros de La Guaira | 68 - 73      | Guaiqueries de Margarita | Domo José María Vargas       | 1 de marzo    | 19:30 | -- |
| 100 | Gaiteros del Zulia     | 80 - 71      | Panteras de Miranda      | Pedro Elías Belisario Aponte | 1 de marzo    | 20:00 | -- |
| 105 | Bucaneros de La Guaira | 72 - 68      | Guaiqueries de Margarita | Domo José María Vargas       | 2 de marzo    | 19:30 | -- |
| 106 | Cocodrilos de Caracas  | 81 - 86 T.E  | Trotamundos de Carabobo  | José Beracasa                | 2 de marzo    | 19:30 | -- |
| 94  | Toros de Aragua        | 79 - 86      | Guaros de Lara           | Rafael Romero Bolívar        | 2 de marzo    | 19:30 | -- |
| 100 | Gaiteros del Zulia     | 94 - 100     | Panteras de Miranda      | Pedro Elías Belisario Aponte | 2 de marzo    | 20:00 | -- |
| 106 | Cocodrilos de Caracas  | 100 - 92 T.E | Trotamundos de Carabobo  | José Beracasa                | 3 de marzo    | 19:30 | -- |
| 96  | Gigantes de Guayana    | 90 - 86      | Marinos de Anzoátegui    | Hermanas González            | 3 de marzo    | 19:30 | -- |
| 96  | Gigantes de Guayana    | 68 - 76      | Marinos de Anzoátegui    | Hermanas González            | 4 de marzo    | 19:30 | -- |
| 100 | Gaiteros del Zulia     | 83 - 91      | Guaiqueries de Margarita | Pedro Elías Belisario Aponte | 5 de marzo    | 19:30 | -- |
| 100 | Gaiteros del Zulia     | 92 - 81      | Guaiqueries de Margarita | Pedro Elías Belisario Aponte | 6 de marzo    | 19:30 | -- |

| Semana 11 - 7 al 14 de marzo | Semana 11 - 7 al 14 de marzo | Semana 11 - 7 al 14 de marzo | Semana 11 - 7 al 14 de marzo | Semana 11 - 7 al 14 de marzo | Semana 11 - 7 al 14 de marzo | Semana 11 - 7 al 14 de marzo | Semana 11 - 7 al 14 de marzo | Semana 11 - 7 al 14 de marzo | Semana 11 - 7 al 14 de marzo | Semana 11 - 7 al 14 de marzo | Semana 11 - 7 al 14 de marzo |
| N.º                          | Local                        | Resultado                    | Visitante                    | Gimnasio                     | Fecha                        | Hora                         | TV                           |                              |                              |                              |                              |
| ---------------------------- | ---------------------------- | ---------------------------- | ---------------------------- | ---------------------------- | ---------------------------- | ---------------------------- | ---------------------------- | ---------------------------- | ---------------------------- | ---------------------------- | ---------------------------- |

| Semana 12 - 15 al 20 de marzo | Semana 12 - 15 al 20 de marzo | Semana 12 - 15 al 20 de marzo | Semana 12 - 15 al 20 de marzo | Semana 12 - 15 al 20 de marzo | Semana 12 - 15 al 20 de marzo | Semana 12 - 15 al 20 de marzo | Semana 12 - 15 al 20 de marzo | Semana 12 - 15 al 20 de marzo | Semana 12 - 15 al 20 de marzo | Semana 12 - 15 al 20 de marzo | Semana 12 - 15 al 20 de marzo |
| N.º                           | Local                         | Resultado                     | Visitante                     | Gimnasio                      | Fecha                         | Hora                          | TV                            |                               |                               |                               |                               |
| ----------------------------- | ----------------------------- | ----------------------------- | ----------------------------- | ----------------------------- | ----------------------------- | ----------------------------- | ----------------------------- | ----------------------------- | ----------------------------- | ----------------------------- | ----------------------------- |

| Semana 13 - 21 al 28 de marzo | Semana 13 - 21 al 28 de marzo | Semana 13 - 21 al 28 de marzo | Semana 13 - 21 al 28 de marzo | Semana 13 - 21 al 28 de marzo | Semana 13 - 21 al 28 de marzo | Semana 13 - 21 al 28 de marzo | Semana 13 - 21 al 28 de marzo | Semana 13 - 21 al 28 de marzo | Semana 13 - 21 al 28 de marzo | Semana 13 - 21 al 28 de marzo | Semana 13 - 21 al 28 de marzo |
| N.º                           | Local                         | Resultado                     | Visitante                     | Gimnasio                      | Fecha                         | Hora                          | TV                            |                               |                               |                               |                               |
| ----------------------------- | ----------------------------- | ----------------------------- | ----------------------------- | ----------------------------- | ----------------------------- | ----------------------------- | ----------------------------- | ----------------------------- | ----------------------------- | ----------------------------- | ----------------------------- |

| Semana 14 - 29 de marzo al 6 de abril | Semana 14 - 29 de marzo al 6 de abril | Semana 14 - 29 de marzo al 6 de abril | Semana 14 - 29 de marzo al 6 de abril | Semana 14 - 29 de marzo al 6 de abril | Semana 14 - 29 de marzo al 6 de abril | Semana 14 - 29 de marzo al 6 de abril | Semana 14 - 29 de marzo al 6 de abril | Semana 14 - 29 de marzo al 6 de abril | Semana 14 - 29 de marzo al 6 de abril | Semana 14 - 29 de marzo al 6 de abril | Semana 14 - 29 de marzo al 6 de abril |
| N.º                                   | Local                                 | Resultado                             | Visitante                             | Gimnasio                              | Fecha                                 | Hora                                  | TV                                    |                                       |                                       |                                       |                                       |
| ------------------------------------- | ------------------------------------- | ------------------------------------- | ------------------------------------- | ------------------------------------- | ------------------------------------- | ------------------------------------- | ------------------------------------- | ------------------------------------- | ------------------------------------- | ------------------------------------- | ------------------------------------- |

| 109 | Guaros de Lara | 105 - 118 | Gigantes de Guayana | Domo Bolivariano | 12 de abril | 19:30 | -- |
| 110 | Guaros de Lara | 96 - 97   | Gigantes de Guayana | Domo Bolivariano | 13 de abril | 19:30 | -- |

## Playoffs
|  | Semifinales            | Semifinales | Semifinales |            |         | Finales de conferencia | Finales de conferencia | Finales de conferencia |  |            | Final      | Final | Final |  |
|  |                        |             |             |            |         |                        |                        |                        |  |            |            |       |       |  |
|  |                        |             |             |            |         |                        |                        |                        |  |            |            |       |       |  |
|  | Guaros                 | Guaros      | 4           |            |         |                        |                        |                        |  |            |            |       |       |  |
|  | Guaros                 | Guaros      | 4           |            |         |                        |                        |                        |  |            |            |       |       |  |
|  | Toros                  | Toros       | 1           |            |         |                        |                        |                        |  |            |            |       |       |  |
|  | Toros                  | Toros       | 1           |            | Guaros  | Guaros                 | 0                      |                        |  |            |            |       |       |  |
|  | Conferencia Occidental |             |             |            | Guaros  | Guaros                 | 0                      |                        |  |            |            |       |       |  |
|  |                        |             | Cocodrilos  | Cocodrilos | 4       |                        |                        |                        |  |            |            |       |       |  |
|  | Trotamundos            | Trotamundos | Cocodrilos  | Cocodrilos | 4       | 3                      |                        |                        |  |            |            |       |       |  |
|  | Trotamundos            | Trotamundos |             |            |         |                        |                        |                        |  |            |            |       |       |  |
|  | Cocodrilos             | Cocodrilos  | 4           |            |         |                        |                        |                        |  |            |            |       |       |  |
|  | Cocodrilos             | Cocodrilos  | 4           |            |         |                        |                        |                        |  | Cocodrilos | Cocodrilos | 4     |       |  |
|  |                        |             |             |            |         |                        |                        |                        |  | Cocodrilos | Cocodrilos | 4     |       |  |
|  |                        |             | Bucaneros   | Bucaneros  | 3       |                        |                        |                        |  |            |            |       |       |  |
|  | Marinos                | Marinos     | Bucaneros   | Bucaneros  | 3       | 4                      |                        |                        |  |            |            |       |       |  |
|  | Marinos                | Marinos     |             |            |         |                        |                        |                        |  |            |            |       |       |  |
|  | Gigantes               | Gigantes    | 3           |            |         |                        |                        |                        |  |            |            |       |       |  |
|  | Gigantes               | Gigantes    | 3           |            | Marinos | Marinos                | 1                      |                        |  |            |            |       |       |  |
|  | Conferencia Oriental   |             |             |            | Marinos | Marinos                | 1                      |                        |  |            |            |       |       |  |
|  |                        |             | Bucaneros   | Bucaneros  | 4       |                        |                        |                        |  |            |            |       |       |  |
|  | Guaiqueríes            | Guaiqueríes | Bucaneros   | Bucaneros  | 4       | 3                      |                        |                        |  |            |            |       |       |  |
|  | Guaiqueríes            | Guaiqueríes |             |            |         |                        |                        |                        |  |            |            |       |       |  |
|  | Bucaneros              | Bucaneros   | 4           |            |         |                        |                        |                        |  |            |            |       |       |  |
|  | Bucaneros              | Bucaneros   | 4           |            |         |                        |                        |                        |  |            |            |       |       |  |
|  |                        |             |             |            |         |                        |                        |                        |  |            |            |       |       |  |

### Semifinales
| 1 | Guaros de Lara  | 110 - 101      | Toros de Aragua | Domo Bolivariano      | 16 de abril | 19:30 | Promar TV |
| 2 | Guaros de Lara  | 87 - 76        | Toros de Aragua | Domo Bolivariano      | 17 de abril | 19:00 | Promar TV |
| 3 | Toros de Aragua | 99 - 109       | Guaros de Lara  | Rafael Romero Bolívar | 20 de abril | 19:30 | Promar TV |
| 4 | Toros de Aragua | 98 - 88        | Guaros de Lara  | Rafael Romero Bolívar | 21 de abril | 19:30 | Promar TV |
| 5 | Toros de Aragua | 79 - 91        | Guaros de Lara  | Rafael Romero Bolívar | 22 de abril | 19:30 | Promar TV |
| 6 | Guaros de Lara  | Serie definida | Toros de Aragua | Domo Bolivariano      | 25 de abril | 19:30 | Promar TV |
| 7 | Guaros de Lara  | Serie definida | Toros de Aragua | Domo Bolivariano      | 26 de abril | 19:30 | Promar TV |

| 1 | Cocodrilos de Caracas   | 101 - 107 | Trotamundos de Carabobo | José Beracasa     | 16 de abril | 19:30 |  |
| 2 | Cocodrilos de Caracas   | 93 - 87   | Trotamundos de Carabobo | José Beracasa     | 17 de abril | 18:00 |  |
| 3 | Trotamundos de Carabobo | 96 - 92   | Cocodrilos de Caracas   | Forum de Valencia | 20 de abril | 19:30 |  |
| 4 | Trotamundos de Carabobo | 83 - 93   | Cocodrilos de Caracas   | Forum de Valencia | 21 de abril | 19:30 |  |
| 5 | Trotamundos de Carabobo | 97 - 89   | Cocodrilos de Caracas   | Forum de Valencia | 22 de abril | 19:30 |  |
| 6 | Cocodrilos de Caracas   | 102 - 95  | Trotamundos de Carabobo | José Beracasa     | 25 de abril | 19:00 |  |
| 7 | Cocodrilos de Caracas   | 82 - 70   | Trotamundos de Carabobo | José Beracasa     | 26 de abril | 19:00 |  |

| 1 | Marinos de Anzoátegui | 117 - 107 | Gigantes de Guayana   | Luis Ramos        | 15 de abril | 19:30 |  |
| 2 | Marinos de Anzoátegui | 65 - 79   | Gigantes de Guayana   | Luis Ramos        | 16 de abril | 19:00 |  |
| 3 | Gigantes de Guayana   | 91 - 83   | Marinos de Anzoátegui | Luis Ramos        | 19 de abril | 19:30 |  |
| 4 | Gigantes de Guayana   | 74 - 86   | Marinos de Anzoátegui | Hermanas González | 20 de abril | 19:30 |  |
| 5 | Gigantes de Guayana   | 87 - 86   | Marinos de Anzoátegui | Hermanas González | 21 de abril | 19:30 |  |
| 6 | Marinos de Anzoátegui | 91 - 75   | Gigantes de Guayana   | Luis Ramos        | 24 de abril | 13:00 |  |
| 7 | Marinos de Anzoátegui | 87 - 80   | Gigantes de Guayana   | Luis Ramos        | 25 de abril | 19:30 |  |

| 1 | Bucaneros de La Guaira   | 65 - 73 | Guaiqueríes de Margarita | Domo José María Vargas | 15 de abril | 19:30 |  |
| 2 | Bucaneros de La Guaira   | 91 - 61 | Guaiqueríes de Margarita | Domo José María Vargas | 16 de abril | 19:00 |  |
| 3 | Guaiqueríes de Margarita | 96 - 82 | Bucaneros de La Guaira   | Ciudad de La Asunción  | 19 de abril | 18:00 |  |
| 4 | Guaiqueríes de Margarita | 72 - 76 | Bucaneros de La Guaira   | Ciudad de La Asunción  | 20 de abril | 18:00 |  |
| 5 | Guaiqueríes de Margarita | 82 - 81 | Bucaneros de La Guaira   | Ciudad de La Asunción  | 21 de abril | 20:00 |  |
| 6 | Bucaneros de La Guaira   | 78 - 65 | Guaiqueríes de Margarita | Domo José María Vargas | 24 de abril | 18:00 |  |
| 7 | Bucaneros de La Guaira   | 72 - 65 | Guaiqueríes de Margarita | Domo José María Vargas | 25 de abril | 19:30 |  |

### Finales de conferencia
| 1 | Guaros de Lara        | 97 - 99        | Cocodrilos de Caracas | Domo Bolivariano | 29 de abril | 19:30 | Meridiano TV            |
| 2 | Guaros de Lara        | 94 - 95        | Cocodrilos de Caracas | Domo Bolivariano | 30 de abril | 19:00 | Meridiano TV, Promar TV |
| 3 | Cocodrilos de Caracas | 84 - 81        | Guaros de Lara        | José Beracasa    | 3 de mayo   | 19:30 | DirecTV                 |
| 4 | Cocodrilos de Caracas | 83 - 76        | Guaros de Lara        | José Beracasa    | 4 de mayo   | 19:30 | Tves                    |
| 5 | Cocodrilos de Caracas | Serie definida | Guaros de Lara        | José Beracasa    | 5 de mayo   | 19:30 |                         |
| 6 | Guaros de Lara        | Serie definida | Cocodrilos de Caracas | Domo Bolivariano | 8 de mayo   | 19:00 |                         |
| 7 | Guaros de Lara        | Serie definida | Cocodrilos de Caracas | Domo Bolivariano | 9 de mayo   | 19:30 |                         |

| 1 | Marinos de Anzoátegui  | 71 - 63        | Bucaneros de La Guaira | Luis Ramos             | 28 de abril | 19:30 | DirecTV      |
| 2 | Marinos de Anzoátegui  | 77 - 81        | Bucaneros de La Guaira | Luis Ramos             | 29 de abril | 19:30 | DirecTV      |
| 3 | Bucaneros de La Guaira | 100 - 83       | Marinos de Anzoátegui  | Domo José María Vargas | 2 de mayo   | 19:30 | Meridiano TV |
| 4 | Bucaneros de La Guaira | 104 - 93       | Marinos de Anzoátegui  | Domo José María Vargas | 3 de mayo   | 19:30 | Meridiano TV |
| 5 | Bucaneros de La Guaira | 88 - 85        | Marinos de Anzoátegui  | Domo José María Vargas | 4 de mayo   | 19:30 | Meridiano TV |
| 6 | Marinos de Anzoátegui  | Serie definida | Bucaneros de La Guaira | Luis Ramos             | 7 de mayo   | 19:00 |              |
| 7 | Marinos de Anzoátegui  | Serie definida | Bucaneros de La Guaira | Luis Ramos             | 8 de mayo   | 13:00 |              |

### Final
| 1 | Cocodrilos de Caracas  | 99-94 | Bucaneros de La Guaira | José Beracasa          | 9 de mayo  | 19:00 | DirecTV, Meridiano TV, TeleAragua, TVES |
| 2 | Cocodrilos de Caracas  | 95-89 | Bucaneros de La Guaira | José Beracasa          | 10 de mayo | 19:00 | DirecTV, Meridiano TV, TeleAragua, TVES |
| 3 | Bucaneros de La Guaira | 86-71 | Cocodrilos de Caracas  | Domo José María Vargas | 14 de mayo | 20:00 | DirecTV, Meridiano TV, TeleAragua, TVES |
| 4 | Bucaneros de La Guaira | 85-93 | Cocodrilos de Caracas  | Domo José María Vargas | 15 de mayo | 19:00 | DirecTV, Meridiano TV, TeleAragua, TVES |
| 5 | Bucaneros de La Guaira | 85-71 | Cocodrilos de Caracas  | Domo José María Vargas | 16 de mayo | 19:30 | DirecTV, Meridiano TV, TeleAragua, TVES |
| 6 | Cocodrilos de Caracas  | 74-92 | Bucaneros de La Guaira | José Beracasa          | 19 de mayo | 19:00 | DirecTV, Meridiano TV, TeleAragua, TVES |
| 7 | Cocodrilos de Caracas  | 86-69 | Bucaneros de La Guaira | José Beracasa          | 20 de mayo | 19:00 | DirecTV, Meridiano TV, TeleAragua, TVES |

## Distinciones

### Jugador de la semana
Los siguientes jugadores fueron elegidos como jugadores de la semana.
| Semana                      | Jugador        | Equipo                  |
| --------------------------- | -------------- | ----------------------- |
| 18 al 28 de diciembre       | Carl Elliot    | Cocodrilos de Caracas   |
| 6 al 10 de enero            | Carl Elliot    | Cocodrilos de Caracas   |
| 11 al 17 de enero           | Trey Gilder    | Panteras de Miranda     |
| 18 al 24 de enero           | Robert Glenn   | Trotamundos de Carabobo |
| 25 al 31 de enero           | Carl Elliot    | Cocodrilos de Caracas   |
| 1 al 7 de febrero           | Robert Glenn   | Trotamundos de Carabobo |
| 8 al 14 de febrero          | Axiers Sucre   | Gigantes de Guayana     |
| 15 al 21 de febrero         | Andre Barrett  | Toros de Aragua         |
| 22 al 29 de febrero         | Garret Siler   | Marinos de Anzoátegui   |
| 29 de febrero al 6 de marzo | Jeral Davis    | Gaiteros del Zulia      |
| 7 al 14 de marzo            | Andre Barrett  | Toros de Aragua         |
| 14 al 20 de marzo           | David Cubillán | Trotamundos de Carabobo |
| 21 al 28 de marzo           | Trey Gilder    | Panteras de Miranda     |
| 29 de marzo al 3 de abril   | Trey Gilder    | Panteras de Miranda     |
| 4 al 10 de abril            | Trey Gilder    | Panteras de Miranda     |

### Jugador novato de la semana
Los siguientes jugadores fueron elegidos como jugadores novatos de la semana.
| Semana                      | Jugador           | Equipo                  |
| --------------------------- | ----------------- | ----------------------- |
| 18 al 28 de diciembre       | Emiro Hernández   | Bucaneros de La Guaira  |
| 6 al 10 de enero            | Emiro Hernández   | Bucaneros de La Guaira  |
| 11 al 17 de enero           | Edwin Mijares     | Toros de Aragua         |
| 18 al 24 de enero           | Luis Carrillo     | Trotamundos de Carabobo |
| 25 al 31 de enero           | Emiro Hernández   | Bucaneros de La Guaira  |
| 1 al 7 de febrero           | Edwin Mijares     | Toros de Aragua         |
| 8 al 14 de febrero          | Emiro Hernández   | Bucaneros de La Guaira  |
| 15 al 21 de febrero         | Edwin Mijares     | Toros de Aragua         |
| 22 al 29 de febrero         | Emiro Hernández   | Bucaneros de La Guaira  |
| 29 de febrero al 6 de marzo | Francisco Márquez | Trotamundos de Carabobo |
| 7 al 14 de marzo            | Emiro Hernández   | Bucaneros de La Guaira  |
| 14 al 20 de marzo           | Luis Carrillo     | Trotamundos de Carabobo |
| 21 al 28 de marzo           | Jòse Rodríguez    | Cocodrilos de Caracas   |
| 29 de marzo al 3 de abril   | Raúl Millán       | Gaiteros del Zulia      |
| 4 al 10 de abril            | Luis Carrillo     | Trotamundos de Carabobo |

### Jugador más valioso
Los siguientes jugadores fueron elegidos como jugador más valioso de cada final.
|            | Jugador         | Equipo                 |
| ---------- | --------------- | ---------------------- |
| Occidental | Wendell Mckines | Cocodrilos de Caracas  |
| Oriental   | Jordan Hamilton | Bucaneros de La Guaira |
| Gran Final | Wendell Mckines | Cocodrilos de Caracas  |